# Hydrocyphon fulvescens
Hydrocyphon fulvescens là một loài bọ cánh cứng trong họ Scirtidae. Loài này được Nyholm miêu tả khoa học năm 1977.